# Lưu Hiểu Khải
Lưu Hiểu Khải (tiếng Trung giản thể: 刘晓凯, bính âm Hán ngữ: Liú Xiǎo Kǎi, sinh tháng 3 năm 1962, người Miêu) là chính trị gia nước Cộng hòa Nhân dân Trung Hoa. Ông là Ủy viên dự khuyết Ủy ban Trung ương Đảng Cộng sản Trung Quốc khóa XIX, XVIII, XVII, từng là Ủy viên chính thức giai đoạn 2015–17, hiện là Bí thư Đảng tổ, Chủ tịch Chính Hiệp Quý Châu. Ông từng là Thường vụ Tỉnh ủy, Bộ trưởng Bộ Thống Chiến Tỉnh ủy Quý Châu; Phó Tỉnh trưởng Quý Châu.
Lưu Hiểu Khải là đảng viên Đảng Cộng sản Trung Quốc, học vị Kỹ sư kỹ thuật hàn. Ông có sự nghiệp đều ở Quý Châu, tham gia lãnh đạo Đảng Cộng sản và chính quyền địa phương các vùng Kiềm Đông Nam, Kiềm Nam, Tất Tiết, cộng đồng dân tộc thiểu số trong đó có người Miêu của ông.

## Xuất thân và giáo dục
Lưu Hiểu Khải sinh tháng 3 năm 1962 tại huyện Đài Giang, thuộc Châu tự trị dân tộc Miêu và dân tộc Đồng Kiềm Đông Nam, tỉnh Quý Châu, Cộng hòa Nhân dân Trung Hoa, trong một gia đình dân tộc thiểu số người Miêu. Ông lớn lên và tốt nghiệp cao trung ở Đài Giang, thi đỗ Đại học Thanh Hoa và tới thủ đô Bắc Kinh để nhập học Khoa Công trình cơ giới từ tháng 10 năm 1978, tốt nghiệp Kỹ sư kỹ thuật hàn vào tháng 9 năm 1983. Ông được kết nạp Đảng Cộng sản Trung Quốc vào tháng 4 năm 1985, từng tham gia khóa bồi dưỡng cán bộ trung, thanh niên 1 năm từ tháng 9 năm 1994 đến tháng 7 năm 1995; và là nghiên cứu sinh tại chức gần 3 năm 1994–97 về chuyên đề lịch sử Đảng Cộng sản, đều tại Trường Đảng Trung ương Đảng Cộng sản Trung Quốc.

## Sự nghiệp

### Các giai đoạn
Tháng 9 năm 1983, sau khi tốt nghiệp Thanh Hoa, Lưu Hiểu Khải trở về quê nhà Quý Châu, được nhận vào làm ở Nhà máy Lò hơi công nghiệp Quý Châu – một nhà máy theo dạng xí nghiệp nhà nước, vị trí ban đầu là Kỹ thuật viên của Phòng Thiết kế. Sau đó, trong 3 năm 1983–87, ông chuyển sang nhiều chức vụ là Phó Chủ nhiệm Xưởng động cơ tuốc bin hơi nước, Phó Chủ nhiệm Văn phòng Nhà máy, Phó Chủ nhiệm Văn phòng Quản lý chất lượng toàn diện Nhà máy, và Bí thư Đoàn Thanh niên Cộng sản Trung Quốc của Nhà máy. Tháng 6 năm 1987, Lưu Hiểu Khải được điểu chuyển rời nhà máy, tới châu tự trị Kiềm Đông Nam làm công vụ viên địa phương cấp phó chủ nhiệm khoa viên của Khoa Cải cách kỹ thuật thuộc Ủy ban Kinh tế Kiềm Đông Nam. Hai năm sau, ông giữ cấp khoa trưởng Khoa Quản lý xí nghiệp, chức vụ Phó Trạm trưởng Trạm Phổ biến kỹ thuật mới của châu, rồi thăng chức làm Phó Chủ nhiệm Ủy ban Kinh tế Kiềm Đông Nam từ tháng 8 năm 1991. Tháng 7 năm 1992, ông được điều tới huyện Lôi Sơn, nhậm chức Phó Bí thư Huyện ủy trong nửa năm, đến tháng 12 thì chuyển tiếp tới huyện Kiếm Hà là Bí thư Huyện ủy. Ở Kiếm Hà hơn 3 năm, ông được chuyển chức làm Thành viên Đảng tổ, Phó Bí thư Tỉnh đoàn Quý Châu từ tháng 1 năm 1996 đến tháng 6 năm 1997 thì lại được điều về Kiềm Đông Nam làm Phó Bí thư Châu ủy khu tự trị của dân tộc người Miêu và người Đồng này. Tháng 3 năm 1998, ông được bổ nhiệm làm Quyền Châu trưởng, rồi Châu trưởng Kiềm Đông Nam gần 7 năm. Tháng 2 năm 2005. ông được điều tới Châu tự trị dân tộc Bố Y và dân tộc Miêu Kiềm Nam, nhậm chức Phó Bí thư Châu ủy, Châu trưởng Kiềm Nam, rồi sau đó là Bí thư Địa ủy Tất Tiết kiêm Bí thư thứ nhất Đảng ủy Phân Quân khu Tất Tiết từ tháng 11 năm 2006.

### Tổ chức Quý Châu
Tháng 10 năm 2007, Lưu Hiểu Khải tham gia Đại hội Đảng Cộng sản Trung Quốc lần thứ XVII, được bầu làm Ủy viên dự khuyết Ủy ban Trung ương Đảng Cộng sản Trung Quốc khóa XVII. Sang tháng 1 năm 2008, ông được bổ nhiệm làm Thành viên Đảng tổ, Phó Tỉnh trưởng Quý Châu, và kiêm các chức vụ lãnh đạo Tất Tiết trong 4 năm tiếp theo trong giai đoạn địa phương này được chuyển đổi từ địa khu Tất Tiết thành địa cấp thị Tất Tiết năm 2011. Tháng 4 năm 2012, ông được bầu vào Ban Thường vụ Tỉnh ủy, phân công làm Bộ trưởng Bộ Thống Chiến Tỉnh ủy Quý Châu từ tháng 7 cùng năm. Ngày 8 tháng 11 năm 2012, tại Đại hội Đảng Cộng sản Trung Quốc khóa XVIII, ông tiếp tục được bầu làm Ủy viên dự khuyết Ủy ban Trung ương Đảng Cộng sản Trung Quốc khóa XVIII nhiệm kỳ 2012–17. Tại hội nghị trung ương lần thứ 5 vào ngày 26 tháng 10 năm 2015 của Ủy ban, ông được bầu bổ sung làm Ủy viên chính thức khóa XVIII. Tiếp đến tháng 10 năm 2017, ông tham gia Đại hội Đảng Cộng sản Trung Quốc lần thứ XIX, được bầu làm Ủy viên dự khuyết Ủy ban Trung ương Đảng Cộng sản Trung Quốc khóa XIX. Tháng 1 năm 2018, ông được phân công làm Bí thư Đảng tổ Chính Hiệp tỉnh, được bầu làm Chủ tịch Ủy ban Quý Châu Hội nghị Hiệp thương Chính trị Nhân dân Trung Quốc vào ngày 26 tháng 1, sau đó được miễn nhiệm các chức vụ như Thường vụ Tỉnh ủy vào tháng 3, miễn nhiệm Bộ trưởng Bộ Thống Chiến Quý Châu vào tháng 11.